# 內舍人
內舍人 (日语：／／ Udoneri)是日本古代朝廷中的一个职位。

## 概要
內舍人是日本律令制的职官之一。隶属于中務省。在《和名抄》中，写为“うちとねり”(Uchitoneri)。 “うどねり” (Udoneri)是缩写。 在“大宝令”中规定，內舍人担任持刀侍卫、杂吏，是天皇的贴身侍卫。最初內舍人人数为90人，但在808年（大同3年）减少到40人。然而，到了1148年（久安四年），由于日本的公家人数不断增加，为了容纳在政治方面有所企图的公卿，人数又增加到了60人，而到了12世纪末，实际上已经有100多人了。
有时从內舍人中选出担任摄政或关白的贴身侍卫的人，被称为内舎人随身。内舎人是从21岁以上、品秩四位以下、五位以上的公家子嗣中选出。此外，三位以上的公家子嗣，只要愿意也可以无条件任命，因为其等级较高，所以比其他内舍人有更好的晋升机会。
自明治时期后，內舍人的职务由隶属于宫内省的宫内厅侍从职取代。